# Чёрная Речка (Ивано-Франковская область)
Чёрная Речка (укр. Чорна Річка) — село в Верховинской поселковой общине Верховинского района Ивано-Франковской области Украины.
Население по переписи 2001 года составляло 357 человек. Занимает площадь 2 км². Почтовый индекс — 78723. Телефонный код — 03432.